# Brits-Columbia
Brits-Columbia (Engels: British Columbia, kortweg BC, Frans: Colombie-Britannique) is een provincie van Canada. Brits-Columbia trad in 1871 als zesde provincie tot Canada toe. In 2006 woonden er 4.279.462 Brits-Columbianen.

## Naam
Een ruimer gebied dan het huidige Brits-Columbia werd aan het begin van de negentiende eeuw als het Columbia District aangeduid. Dit Columbia District was een bonthandelsdistrict aangeduid door de North West Company, een bonthandelbedrijf dat deze regio had verkend tussen 1793 en 1811. De naam voor het gebied was rechtstreeks afgeleid van de rivier Columbia en onrechtstreeks van Columbia als naam voor Amerika. In 1821 veranderde het Columbia District in het Columbia Department bij de fusie van de North West Company met de Hudson's Bay Company. Het Verdrag van Oregon van 1846 bracht een definitief einde aan het Columbia Department van de Hudson's Bay Company. De Britten verloren hierbij de toegang tot de benedenloop van de Columbia, waardoor de exploitatie van hun deel van het voormalige Columbia Department sterk werd bemoeilijkt. Het vasteland werd voorlopig niet ontwikkeld. Er blijven wel twee bonthandelsdistricten aangeduid: New Caledonia ten noorden van de Thompson River en het resterende Britse deel van het Columbia District in het zuiden.
In 1858 werd de naam Columbia opnieuw gebruikt voor de oprichting van een nieuwe kroonkolonie Brits-Columbia op het vasteland, naast de kroonkolonie van Vancouver Island. Deze besloeg het Britse deel van het Columbia District (vandaar de naam) én het New Caledonia District.

## Geschiedenis

### Kroonkolonies van Vancouver Island en Brits-Columbia
Met het Verdrag van Oregon in 1846 werd de grens tussen het Verenigd Koninkrijk en de Verenigde Staten in de Oregon Country gelegd op 49° noorderbreedte. De Hudson's Bay Company (HBC) trok zich terug uit het zuidelijke deel van het Columbia Department en vestigde zijn hoofdkwartier op Vancouver Island in het nieuwe Fort Victoria, op het zuidelijke einde van het eiland. Het Britse grondgebied ten noorden van het Columbia Department werd door de HBC beheerd als het bonthandelsdistrict van New Caledonia. In New Caledonia woonde slechts een honderdtal Europeanen (HBC-werknemers en familie).

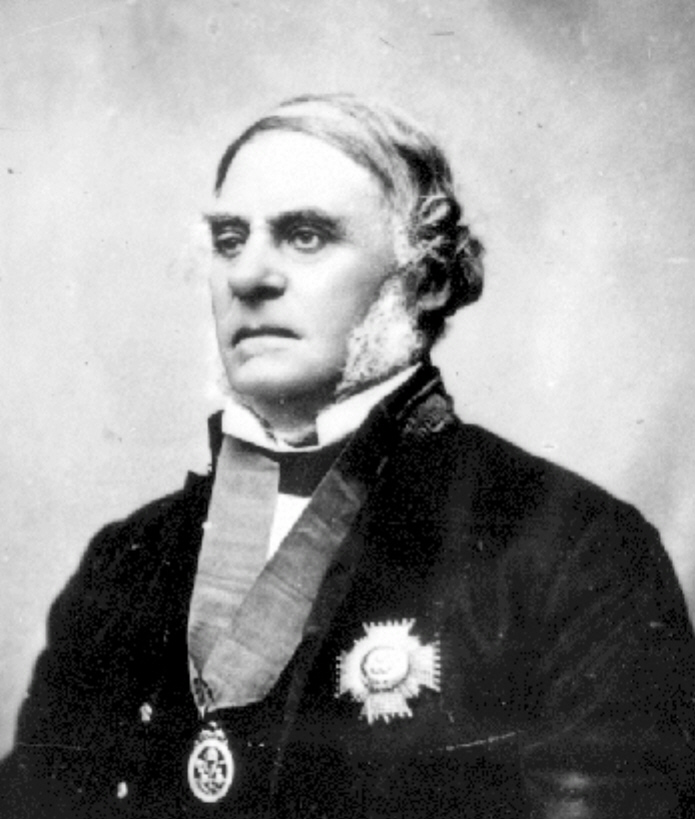
James Douglas, gouverneur van Vancouver Island, chef van de HBC en gouverneur van Brits-Columbia

In 1849 werd de eerste kroonkolonie opgericht in het westen van het huidige Canada. De kroonkolonie van Vancouver Island besloeg het eiland zelf en de naburige eilanden in de straat van Georgia. Dit stelde formeel overheidsgezag in. Richard Blanshard werd de eerste gouverneur. De HBC had echter een lease verkregen voor de gehele kolonie en Blanshard moest vaststellen dat er geen overheidsdiensten uitgebouwd konden worden en dat de HBC alle controle in handen had, in de vorm van James Douglas, de grote chef van de HBC in Brits-Columbia. Blanshard gaf op en in 1851 werd James Douglas van de HBC aangesteld als gouverneur van Vancouver Island. Ook het vasteland bleef de facto onder het bestuur van de HBC.
Na geruchten over goudvondsten in het stroomgebied van de Thompson River het jaar ervoor, brak in 1858 de Fraser Canyon Gold Rush uit. Tot 1857 was het bonthandelsdistrict van New Caledonia nauwelijks bewoond door Europeanen. Door de gold rush trokken echter zo'n tien à twintig duizend mensen naar het gebied. Om aanspraken van de HBC op de natuurlijke rijkdommen te vermijden, werd op 2 augustus 1858 de kroonkolonie van Brits-Columbia opgericht. James Douglas, gouverneur op Vancouver Island en HBC-chef op het vasteland werd de nieuwe gouverneur van Brits-Columbia op voorwaarde dat hij brak met de HBC (in ruil werd hem wel het ridderschap aangeboden). Aangezien er nog geen steden die naam waardig waren in Brits-Columbia bestuurde Douglas de beide kolonies vanuit Victoria. De bestaande rechten van de HBC in Brits-Columbia werden stopgezet.

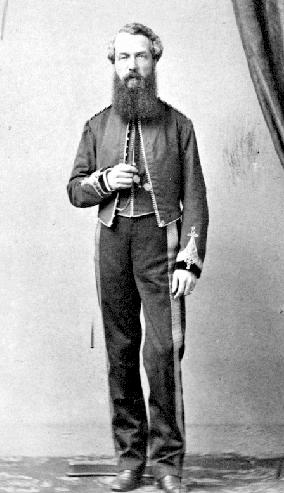
Richard Moody in 1859

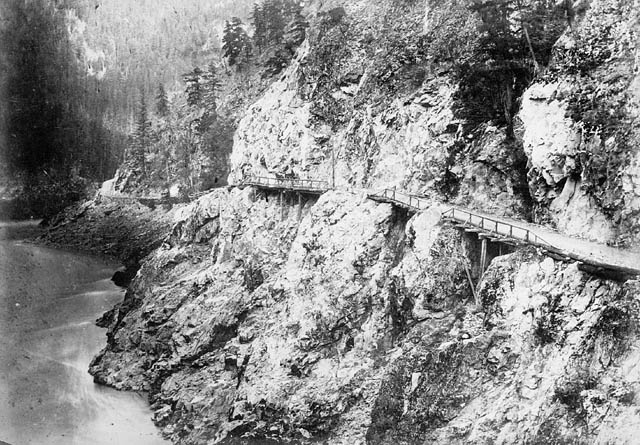
Een deel van de Cariboo Road in de Fraser Canyon omstreeks 1867

Douglas diende regelgeving en infrastructuur op te bouwen voor de nieuwe kolonie. Er werden magistraten in dienst genomen en plannen gemaakt voor nederzettingen bij Yale, Hope en Fort Langley. Verder werden er wegen aangelegd naar de mijnregio's rond Lillooet en Lytton. De gold rush was snel gedaan waarop een exodus volgde. In tussentijd waren de Royal Engineers onder leiding van Richard Moody begonnen met de aanleg van een hoofdstad voor Brits-Columbia, bij de monding van de Fraser: New Westminster. Moody en zijn Royal Engineers bouwden een uitgebreid wegennet met onder meer de huidige Kingsway (van New Westminster naar False Creek bij het huidige Vancouver), de North Road (van New Westminster naar Port Moody) en de Cariboo Road (naar de mijnregio's in het noordoosten). In 1860 ging er een tweede gold rush van start, deze keer verder landinwaarts in de Cariboo region, waardoor Douglas en Moody meer haast zetten achter de realisatie van de Cariboo Road. Douglas bleef besturen vanuit Victoria, terwijl Moody voornamelijk in en rond New Westminster aan het werk was.

### Fusie van Vancouver Island en Brits-Columbia
In 1864 moest James Douglas zijn gouverneursrollen afstaan. Voor Vancouver Island werd Arthur Kennedy de nieuwe gouverneur; voor Brits-Columbia werd Frederick Seymour aangesteld. De noodzakelijke uitbouw van nieuwe infrastructuur in Brits-Columbia zorgde ervoor dat het koloniale bestuur grote schulden diende te maken. Ook de kolonie van Vancouver Island zat in slechte financiële papieren. Dit werd in Londen echter niet geapprecieerd en in 1866 werden de kolonies van Brits-Columbia en die van Vancouver Island gefuseerd. Seymour wilde dat Brits-Columbia de dominante partner in deze fusie werd en dat de hoofdstad verplaatst zou worden naar New Westminster. Dit gebeurde echter niet. De gefuseerde kolonie van Brits-Columbia (United Colonies of Vancouver Island and British Columbia) zou vanuit Victoria bestuurd worden. Seymour werd de nieuwe gouverneur; in 1869 werd hij opgevolgd door Anthony Musgrave. Vijf jaar na de fusie, in 1871, trad de kolonie toe tot de Canadese confederatie en werd Brits-Columbia een provincie.

### Deel van Canada en opkomst van Vancouver
In 1870 werd er door de koloniale overheid in Victoria een nieuwe stad gesticht op de plaats van het bestaande dorp Gastown, ten noordwesten van New Westminster. Deze nieuwe stad, Granville, lag niet aan de Fraser, maar beschikte over een grote natuurlijke haven in de vorm van de grote inham Burrard Inlet. In 1879 werd ervoor gekozen om de Canadian Pacific Railway niet aan te leggen naar New Westminster, maar naar Port Moody, aan het oostelijke uiteinde van Burrard Inlet. Dit zorgde voor speculatie in Port Moody, aangezien men dacht dat dit kleine dorpje zou uitgroeien tot dé grote metropool aan de Canadese westkust. In 1884 werd er echter beslist om de spoorweg niet te laten eindigen in Port Moody, maar deze door te trekken tot Granville (ondertussen hernoemd naar Vancouver). De keuze voor Vancouver zou de groei van de nieuwe stad Granville-Vancouver enorm bespoedigen en zou ertoe leiden dat New Westminster, de voormalige hoofdstad, in de twintigste eeuw een voorstad zou worden van Vancouver. Rond de eeuwwisseling stak Vancouver zowel Victoria als New Westminster voorbij qua inwonersaantal. Zo steeg de bevolking van Vancouver tussen 1891 en 1911 van 13.709 naar 100.401 inwoners.

## Ligging
Brits-Columbia grenst in het noorden aan het Yukon, de Northwest Territories, en de Amerikaanse staat Alaska. In het oosten ligt de provincie Alberta. De grens tussen BC en Alberta wordt gevormd door de 120° westerlengte en de Rocky Mountains. In het zuiden grenst het aan de Amerikaanse staten Montana, Idaho en Washington. Aan de westkant liggen in de Grote Oceaan het Vancouvereiland en de Haida Gwaii (vroeger Koningin Charlotte-eilanden).

## Demografie
| Etnische groep                   | Bevolking | Percentage |
| -------------------------------- | --------- | ---------- |
| Engels                           | 1.144.335 | 25,58%     |
| Canadees                         | 939.460   | 24,28%     |
| Schots                           | 748.905   | 19,36%     |
| Iers                             | 562.895   | 14,55%     |
| Duits                            | 500.675   | 12,94%     |
| Chinees/Chinese Canadezen        | 373.830   | 10,61%     |
| Frans                            | 331.535   | 8,57%      |
| Indiërs                          | 183.650   | 4,75%      |
| Nederlands/Nederlandse Canadezen | 180.635   | 4,67%      |
| Oekraïners                       | 178.880   | 4,62%      |
| Noord-Amerikaanse Indianen       | 175.085   | 4,53%      |
| Italiaans                        | 126.420   | 3,27%      |
| Noors                            | 112.045   | 2,90%      |
| Pools                            | 107.340   | 2,77%      |
| Zweeds                           | 89.630    | 2,32%      |
| Welsh                            | 86.710    | 2,24%      |
| Russisch                         | 86.110    | 2,23%      |
| Filipijns                        | 69.345    | 1,79%      |
| Amerikaans (USA)                 | 59.075    | 1,53%      |
| Deens                            | 49.685    | 1,28%      |
| Métis                            | 45.455    | 1,17%      |
| Hongaars (Magyar)                | 43.515    | 1,12%      |

In 2006 woonden er zo'n 193.060 indianen in deze provincie. Zij vormden 4,7% van de bevolking.
De Aziatische Canadezen vormen met 20,2% in Brits-Columbia de grootste zichtbare minderheid (visible minority). De provincie heeft met 24,8% het grootste percentage zichtbare minderheden vergeleken met andere Canadese provincies en territoria.
Van de bevolking van Brits-Columbia spreekt 71,5% Engels en 1,4% Frans. De op een na grootste moedertaal is Chinees. Met 342.920 sprekers vormen zij 8,5% van de bevolking. In 2016 woonden er in de provincie daarnaast 24.605 Nederlandstaligen. Dat komt neer op 0,53%, waardoor het in relatieve cijfers de meest Nederlandstalige deelregio van Canada is.

## Economie
Brits-Columbia kent een diverse economie, waarbij de dienstensector voor het grootste deel van het BBP instaat. Lange tijd was de economie van Brits-Columbia voornamelijk afhankelijk van bosbouw, landbouw en mijnbouw. Het reliëf en het klimaat beperken de landbouwmogelijkheden in het gebied. Deze beide factoren zijn dan weer een troef voor recreatie en toerisme.
Voornamelijk de bosbouw was lang de basis van de economie, met een wisselend belang voor de mijnbouw. Het aandeel van de tewerkstelling in deze ontginningssectoren is echter gedaald ten voordele van de tewerkstelling in de bouw- en de dienstensector.

### Landbouw
Meer dan de helft van het grondgebied van Brits-Columbia kent een subarctisch (Dfc) of arctisch (ET) klimaat. Tezamen met de uitgestrekte bergketens beperkt dit het potentieel voor landbouw. Zo heeft Vancouver Island een gunstig klimaat voor landbouw, maar is het bergachtig. Vandaag is slechts 5% van het grondgebied landbouwgrond.
Er zijn echter belangrijke landbouwgebieden in de vlakkere gebieden met een meer gematigd klimaat. Zo is de vruchtbare vallei van de benedenloop van de Fraser (maritiem klimaat) een zeer belangrijk landbouwgebied en staat de regio rond het Okanaganmeer (met Kelowna) bekend om zijn wijnbouw.
In de ietwat drogere gebieden rond de Thompson River, de Cariboo en de Chilcotin wordt er aan veeteelt of fruitteelt gedaan.
Het Northern Interior heeft grotendeels een subarctisch klimaat, maar in enkele warmere gebieden wordt er (voorlopig beperkt) aan gemengde landbouw gedaan: in de vallei van de Bulkley (rond Smithers en Houston) en in mindere mate rond de stad Prince George. Beide gebieden kennen een gematigd landklimaat, gelijkaardig aan dat van Saskatchewan, de "graanschuur" van Canada.

## Steden
De hoofdstad is de stad Victoria op Vancouvereiland. De stad heeft een typisch Britse koloniale sfeer door de originele architectuur.
De grootste stad is echter Vancouver op het vasteland. Vancouver is een van de vier grootste stedelijke gebieden in Canada. In 1986 vond hier een Wereldtentoonstelling plaats. In 2010 zijn er de Olympische Winterspelen gehouden. New Westminster was oorspronkelijk de hoofdstad van Brits-Columbia, voor de fusie met Vancouver Island. Doordat Vancouver het eindpunt werd van de spoorlijn in plaats van New Westminster, zou Vancouver New Westminster in het begin van de twintigste eeuw voorbij steken qua inwoneraantal.
| Stad       | 2021    | 2001    |
| ---------- | ------- | ------- |
| Vancouver  | 662.248 | 545.671 |
| Surrey     | 568.322 | 347.825 |
| Burnaby    | 249.125 | 193.954 |
| Richmond   | 209.937 | 164.345 |
| Abbotsford | 153.524 | 115.463 |
| Coquitlam  | 148.625 | 112.890 |
| Kelowna    | 144.576 | 96.288  |
| Langley    | 132.603 | 86.896  |
| Saanich    | 117.735 | 103.654 |
| Delta      | 108.455 | 96.950  |

Andere belangrijke plaatsen zijn, in het binnenland, Prince George met veel houtverwerkingsindustrie, en de havenplaats Prince Rupert in het noorden.
Er zijn twee grote bergketens, in een noord-zuidrichting: aan de oostkant de Rocky Mountains, aan de westkant langs de kust de Coast Mountains.
Er zijn twee belangrijke railverbindingen in oost-westrichting: die van Vancouver naar Edmonton (Alberta) en verder naar het oosten, en die van Vancouver naar Calgary (Alberta) en verder naar het oosten.

## Natuur
Er zijn zeven nationale parken in Brits-Columbia:
- Nationaal park Glacier
- Gulf Islands National Park Reserve
- Gwaii Haanas National Park Reserve en Haida Heritage Site
- Nationaal park Kootenay
- Nationaal park Mount Revelstoke
- Pacific Rim National Park Reserve
- Nationaal park Yoho

In deze provincie ligt een vulkanische hotspot: De Anahimhotspot.